# Lenka Pichlíková-Burke
Lenka Pichlíková – Burke (Praga, 28 de julio de 1954) es una actriz estadounidense de ascendencia checa, la séptima generación de su familia en aparecer en el escenario desde el siglo XVIII. Su tío abuelo fue el conocido actor nacional, Ladislav Pešek. Mientras estuvo en Checoslovaquia, actuó en el escenario en muchos teatros, interpretó doce películas y creó más de 40 papeles en televisión, alcanzando el rango de Artista Maestro Avanzado. Además de actuar como actriz, también participó profesionalmente en la pantomima clásica. Desde los años 80 reside en los Estados Unidos. En los Estados Unidos, ha actuado como actriz de voz, así como en producciones de pantomima durante más de 25 años. Desde 1988, ha sido miembro de la Asociación de Equidad de Actores, el sindicato que representa a los actores profesionales. En 2006 fue nombrada la "Mejor Mímica" del condado de Fairfield, Connecticut. Enseña artes escénicas, literatura dramática e historia cultural, y traduce obras de teatro. 

## Biografía y obra

### Periodo checoslovaco
En 1977, Lenka Pichlíková terminó sus estudios en la Facultad de Teatro de la Academia de Artes Escénicas de Praga. Fue miembro de la compañía de teatro Jiří Wolker en Praga, donde había actuado originalmente a la edad de nueve años. Posteriormente trabajó en las compañías del Teatro en la Balaustrada, El Club del drama y el Teatro Vinohrady en Praga, y actuó como artista invitada en el Teatro Nacional de Praga . Entre sus papeles durante este período destacan: Petrunjela en Tío Maroje de Marin Držić, y dos papeles en Juego de insectos de Karel y Josef Čapek (DISCO Teatro – Facultad de Teatro), Bianca en la obra de Shakespeare La fierecilla domada (Jiří Wolker Teatro), Anna en el malhumorado verano de Vladislav Vančura (Teatro Vinohrady), Anička en la Ley de las mujeres de Josef Tajovský (el Club del drama). Además de actuar en el escenario, fue miembro de la compañía de mimo de Ladislav Fialka en el Teatro en la BalaustradaTeatro en la Balaustrada. Actuó en una producción conjunta de mimo, La confusión de la escoba, basada en obras de Molière (Milan Lukeš, Evald Schorm y Ladislav Fialka, 1981). 

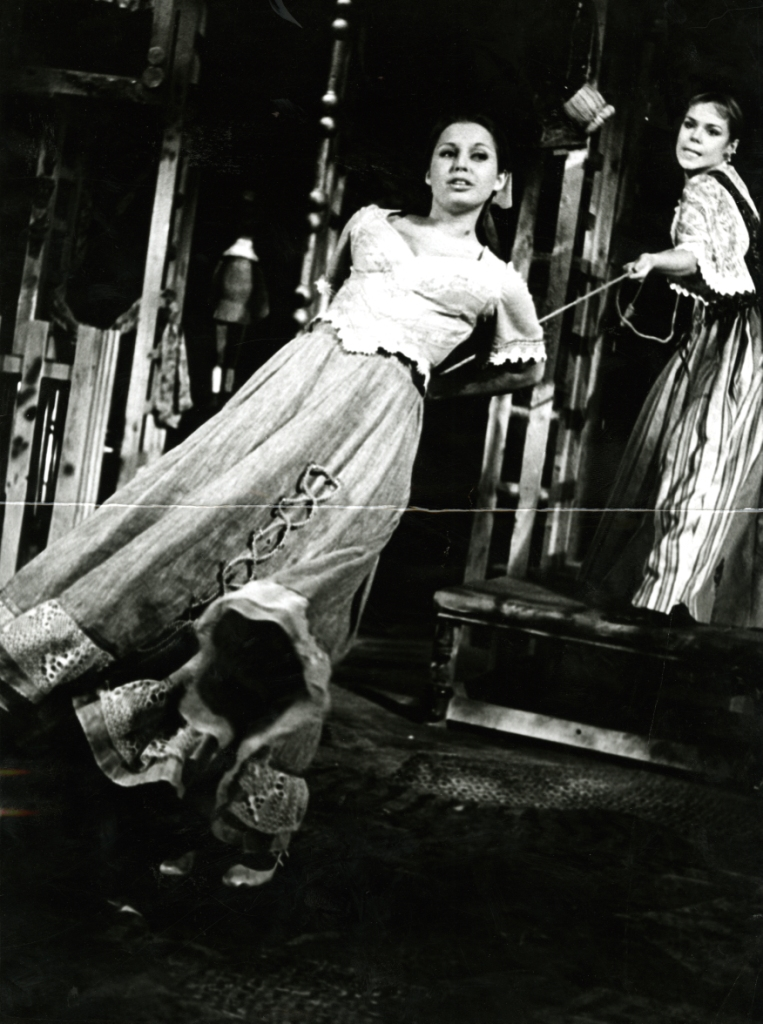
Lenka Pichlíková como Bianca y Dagmar Veškrnová como Katherina en La fierecilla domada (Teatro Jiří Wolker, 1978).

Durante su carrera en Checoslovaquia, Lenka Pichlíková creó más de 40 papeles en televisión y actuó en 12 largometrajes de coproducción checos y europeos. El más exitoso de ellos fue The Trumpet's Song, dirigida por Ludvík Ráža, en la que interpretó el papel principal. La película, producida originalmente para la televisión checoslovaca, ganó el primer premio (el premio The Golden Nymph) en el Festival de Télévision de Monte-Carlo en 1981. También interpretó películas de Karel Kachyňa ( Reunión en julio, Contando ovejas, Tiempo para un chequeo, Otakar Vávra (Sol oscuro), Viktor Polesný ( Cumpleaños – una película que fue censurada por funcionarios comunistas), y en las comedias de Jiří Krejčík y Evald Schorm. Para la televisión alemana, apareció en la serie dirigida por Franz Peter Wirth, Un pedazo de cielo (Ein Stück Himme), que se basó en las experiencias de Janina Dawidowicz en el gueto de Varsovia; en Die Schmuggler von Rajgrod, dirigida por Konrad Petzold; y en varios episodios de la serie, La vista invisible (Das Unsichtbare Visier), dirigida por Peter Hagen.

### Periodo americano
Desde su llegada a los Estados Unidos en 1982, Lenka Pichlíková ha actuado en teatros universitarios y profesionales, incluidas producciones acreditadas por la Actors' Equity Association. Sus papeles incluyen Masha en La gaviota de Chéjov (Teatro del oeste), Fort Worth, Texas), Yelena en el tío Vania y Hilda en El maestro constructor de Ibsen (University Theatre, Richardson, Texas), Lea en Mi hermana en esta casa de Wendy Kesselman(Teatro Undermain, Dallas, Texas), Joan en St. Joan of the Stockyards de Bertolt Brecht (Taller de Teatro de Danza, Ciudad de Nueva York), Ofelia en Hamletmachine de Müller (Teatro para la Ciudad Nueva, Ciudad de Nueva York) y Tamara Sachs en Taking Sides de Ronald Harwood 's (Stamford Theatre Works, Connecticut). Otros papeles incluyen Rosebud en Natalie necesita un camisón y Christina en Drop Zone (Teatro Kweskin, Stamford). 

Posteriormente, Lenka Pichlíková estudió con Marcel Marceau en los Estados Unidos y actuó como mimo en México, Francia, Texas, Nueva York y en todo Connecticut. Fue miembro de la compañía de teatro Blacklight, Ta Fantastika, durante su período en la ciudad de Nueva York, 1982 – 1984 (la compañía ahora se encuentra en Praga). En 1987 actuó como narradora principal y mimo en episodios de The Magic Game, producida en México y realizada en todo el suroeste de los Estados Unidos. También ha creado un papel de personaje de baile, la Duquesa, en el ballet original, Alicia en el país de las maravillas, de Laurie Gage (Ballet Juvenil de la Costa Este, Stamford). Su mimodrama, Medea, y su obra de mimo, Seven Deadly Sins and a Virtue (esta última inspirada en las estatuas barrocas en el histórico balneario de Kuks, República Checa ) se han presentado en varios estados. Medea, para la que escribió, dirigió e interpretó el papel principal, apareció en el Festival Internacional de Artes e Ideas de Connecticut en 2001. En 2006, escribió y actuó en el drama, Tres mujeres de fe, basado en las vidas de la abadesa Hildegard de Bingen, la reina Sofía de Baviera (protectora del reformador de la iglesia, Jan Hus) y Katharina von Bora Luther. (La esposa y compañera de trabajo de Martín Lutero). En 2006, fue nombrada como la Mejor Mímica del Condado de Fairfield, Connecticut por los medios de noticias de la zona. En 2014 interpretó con su propia traducción una obra de Anna Hodkova, Gertrude, que es un espectáculo sobre la reina Gertrude de Hamlet de Shakespeare . 

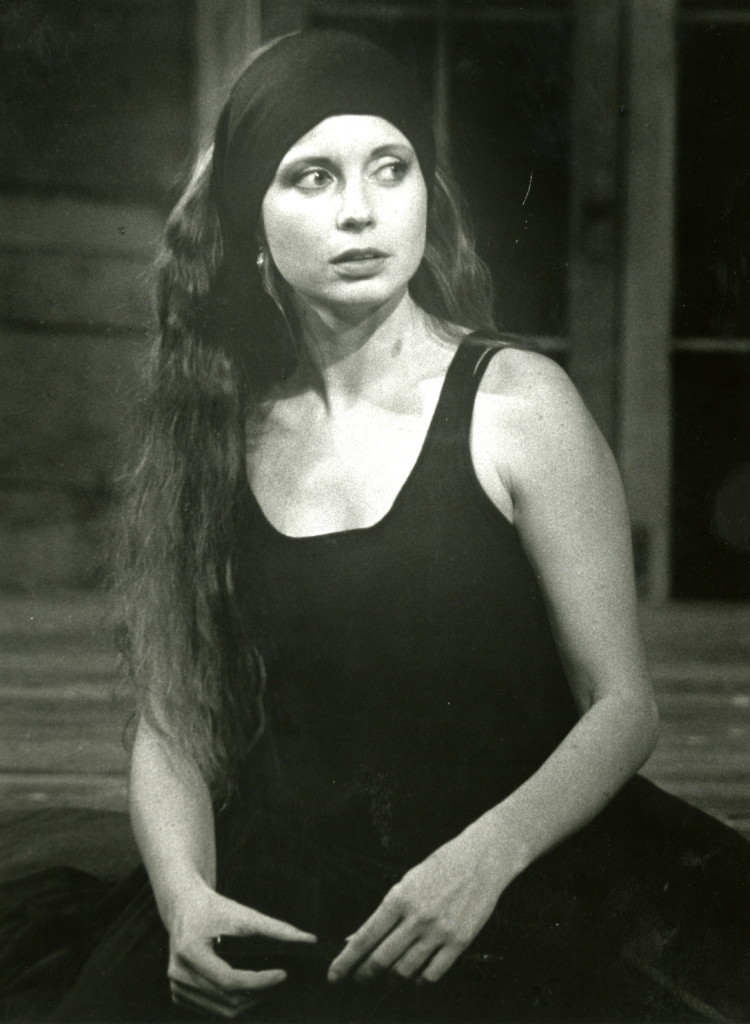
Lenka Pichlíková como Masha en La gaviota de Chéjov (Theatre West, Fort Worth, Texas ).
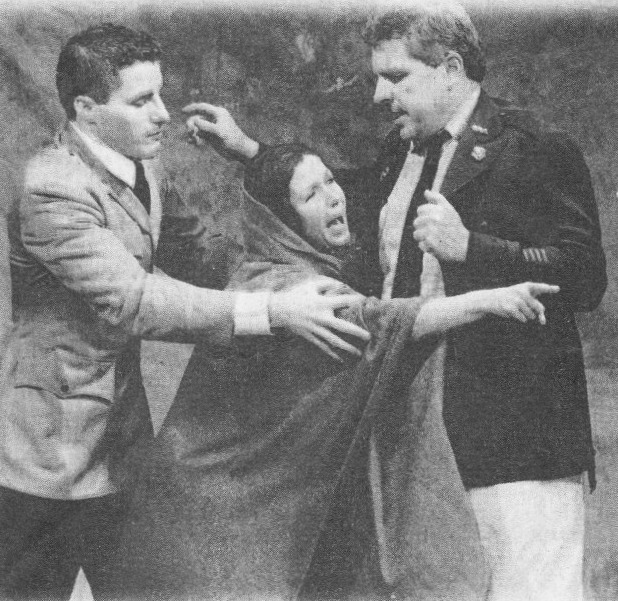
Lenka Pichlíková (en el centro) como Tamara Sachs en Taking Sides (Stamford Theatre Works, Connecticut, 1999).
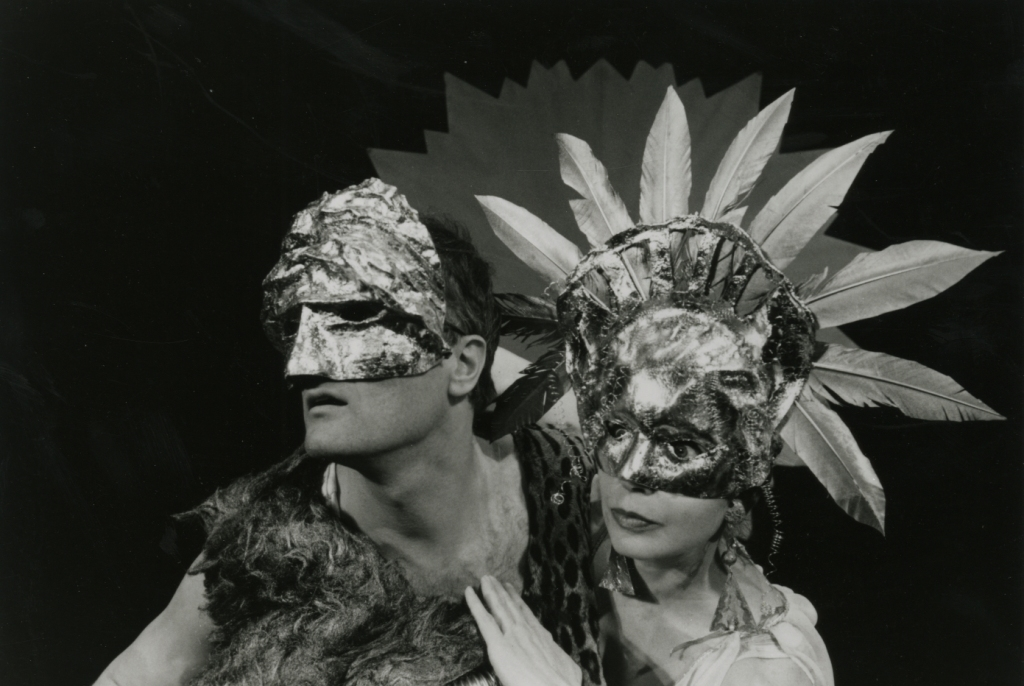
Lenka Pichlíková y Patrick McCluskey en el mimodrama Medea (Festival Internacional de Artes e Ideas, 2000).
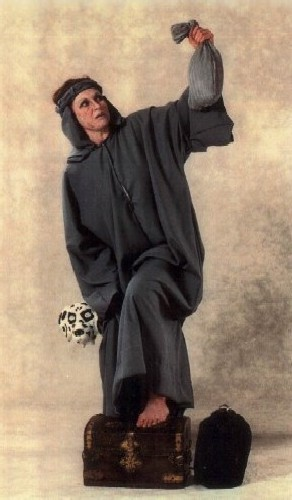
Lenka Pichlíková como Avaricia en el mimo Seven Deadly Sins and One Virtue (2002).

 Lenka Pichlíková se dedica actualmente a sus espectáculos individuales, mimodramas y actuaciones escolares, así como a actuar con actores de cine independiente, enseñanza, dirección y coaching. 
Entre sus actividades y actuaciones recientes se encuentran las siguientes: 
- Espectáculos individuales como Katharina Luther para diversos públicos.
- Cientos de espectáculos y espectáculos interactivos en escuelas para audiencias jóvenes, que incluyen 
  - Mother Goose (rimas infantiles y actividades para preescolar), que recibe subvenciones para las comunidades marginadas;
  - Time for Mime (un mimo clásico para el aprendizaje de la pantomima), que recibe subvenciones para comunidades desatendidas,
  - Una visita de la Sra. Claus (Holiday Storyteller - Navidad / Hanukkah);
  - Kids Kanga-Rules (para la prevención del acoso escolar), receptora de subvenciones para las comunidades marginadas.
- Talleres, proyectos de artistas en residencia y programas de enriquecimiento de las artes bajo el patrocinio de la Comisión de Cultura y Turismo de Connecticut, escuelas locales y juntas de educación y fundaciones privadas.
- Dirigiendo obras teatrales y teatro musical para adolescentes, estudiantes universitarios y adultos, que incluyen obras como Cats, The Boy Friend y Pictures from the Insects 'Life .
- Dirigir teatro infantil en escuelas primarias y teatros regionales, incluyendo obras como Willy Wonka y la fábrica de chocolate.
- Papeles destacados en películas independientes, como Keep the Lights On (Ira Sachs), Chasing Lost Youth (Nicole Cobb), Apples (Brunella Steger), Butterfingers (Milan Roganovic) y Trophy Kids (Josh Sugarman).
- Comerciales de televisión e infomerciales, como The Pearl, Diamond Radiance, Amgen Pharmaceuticals y McNamara Skin Products.
- Traducción de obras, incluyendo Tone Clusters y Eclipse de Joyce Carol Oates, de In Darkest America.
- Investigaciones académicas, como Josef Čapek, innovador checo modernista, para el New York Art Resources Consortium.

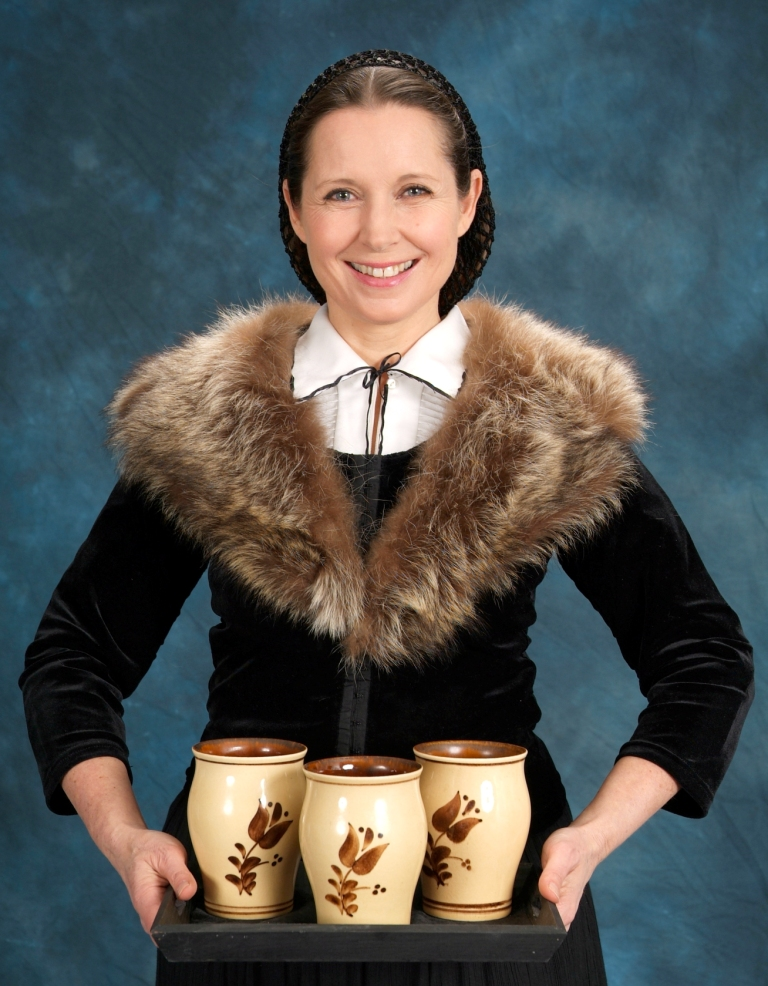
Lenka Pichlíková como Katharina Luther (2010).
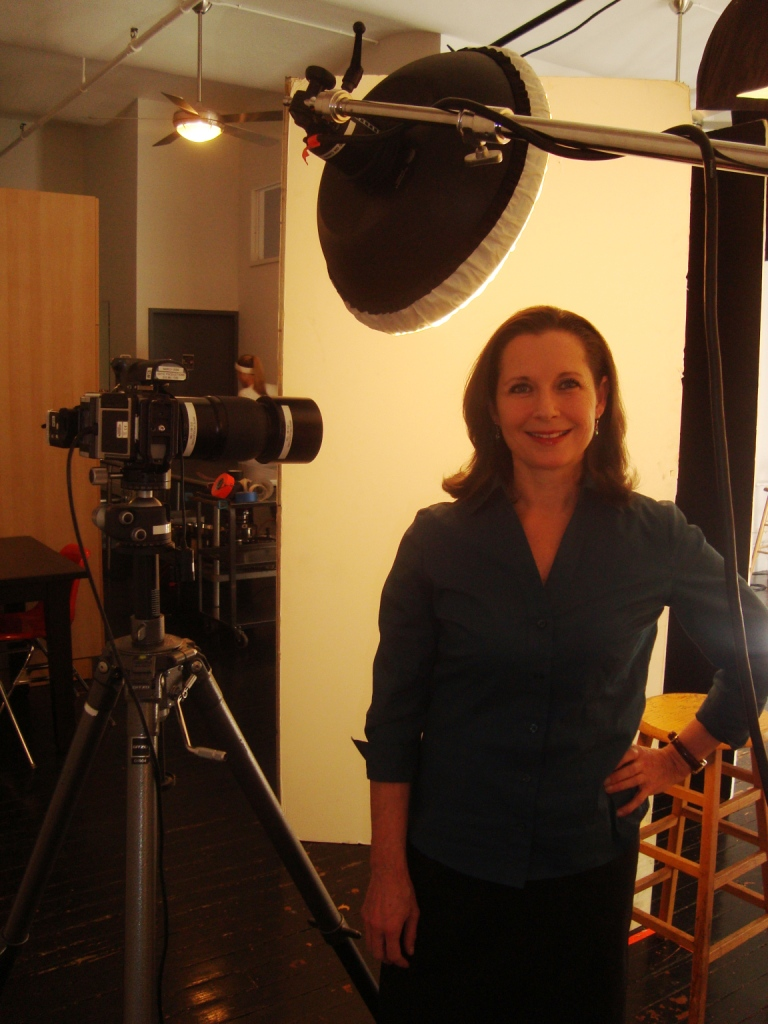
Lenka Pichlíková en la preparación para el infomercial XXXXX (Ciudad de Nueva York 2011).

 Lenka Pichlíková enseña actuación, otras artes escénicas, literatura dramática e historia cultural en el Conservatorio de Artes Teatrales, en la Universidad Estatal de Nueva York en Purchase, en la Fairfield University en Connecticut, y en otras universidades, además de haber enseñado en la antigua School of Performing Arts of Stamford Theatre Works, una compañía de actores profesionales, también en Connecticut. 